# José Castillejo
José Castillejo Duarte (Ciudad Real, 1877-Londres, 1945) fue un jurista y pedagogo español, alumno y luego profesor de la Institución Libre de Enseñanza, en la que, como secretario de la Junta para Ampliación de Estudios e Investigaciones Científicas, promovió la Escuela Plurilingüe y la Escuela Internacional. También fue delegado del Comité Internacional para Cooperación Intelectual de la Sociedad de Naciones.

## Biografía
Hijo del abogado extremeño Daniel Castillejo y Masas y de Mariana Duarte y Pérez de Madrid, natural de Alcolea de Calatrava, establecidos en Ciudad Real desde 1874, donde su padre puso un bufete y presidió la Diputación Provincial entre 1896 y 1897. Estudió Bachillerato en Ciudad Real, diplomándose el 6 de diciembre de 1893. Al parecer, por su carácter indisciplinado, fue internado en el colegio de los Agustinos en El Escorial, donde se inició su interés por la jurisprudencia. Hizo exámenes de preparatorio en la Universidad de Valladolid (1893 y 1894) y de los cursos siguientes en la de Zaragoza (1894-1896) y en Madrid, donde se licenció en Derecho el 23 de noviembre de 1898. Aquel mismo año empezó a estudiar Filosofía y Letras, licenciándose en 1915 y realizando el doctorado con una tesis sobre la enseñanza en Inglaterra. Concluyó también el doctorado de Derecho con Francisco Giner de los Ríos y se doctoró en 1902 con premio extraordinario; después fue catedrático de Derecho romano en la Universidad Central de Madrid (1905).
Giner le atrajo a su grupo de institucionistas y le instó a aprender en profundizar en sus conocimientos de francés y alemán, para lo que fue becado en Francia y Alemania, donde le influyó en especial el filósofo del derecho Rudolf Stammler, y luego en Inglaterra y en Italia. Desde 1898 estuvo vinculado a la Institución Libre de Enseñanza; en 1907 se le confió el puesto de secretario de la Junta para Ampliación de Estudios e Investigaciones Científicas. También intervino, desde el ministerio de Instrucción Pública, en la creación de la Residencia de Estudiantes y el Centro de Estudios Históricos. Partidario de métodos de pedagogía innovadores, publicó algunos controvertidos artículos en el diario El Sol.
En 1922 se casó con la escritora inglesa Irene Claremont, con la que tuvo cuatro hijos.
Cuando se inició la Guerra Civil José Castillejo y su familia estaban veraneando en Alicante. Desde allí, su esposa y sus hijos se pusieron a salvo en Inglaterra, pero él mismo regresó a Madrid. Allí, sin embargo, se encontró con que era buscado por miembros de la Federación de Trabajadores de la Enseñanza –la filial del sindicato socialista Unión General de Trabajadores– para darle «el paseo», es decir, para ejecutarlo en forma más o menos paralegal por sus opiniones políticas liberales. Logró salvarse momentáneamente gracias a que logró zafarse con una excusa del piquete que lo había ido a detener y a que Ramón Menéndez Pidal, milagrosamente enterado de lo que se planeaba contra Castillejo, logró que interviniera el ministro de educación Barnés. Aun así José Castillejo era plenamente consciente de que corría gravísimo peligro y se refugió en la embajada británica y su mujer –que ya estaba en Londres– pudo conseguir que el presidente del Comité de Cooperación Intelectual de la Liga de Naciones, el clasicista Gilbert Murray, enviara un telegrama reclamando su presencia, lo que le permitió obtener un pasaporte y salir de España.
Fue depurado por la dictadura de Francisco Franco, por orden ministerial en febrero de 1939:

Se separa definitivamente por ser pública y notoria la desafección de los catedráticos universitarios que se mencionarán al nuevo régimen implantado en España, no solamente por sus actuaciones en las zonas que han sufrido y en las que sufren la dominación marxista, sino también por su pertinaz política antinacionalista y antiespañola en los tiempos precedentes al Glorioso Movimiento Nacional. La evidencia de sus conductas perniciosas para el país hace totalmente inútiles las garantías procesales que, en otro caso constituyen la condición fundamental en todo enjuiciamiento, y por ello, este Ministerio ha resuelto separar definitivamente del servicio y dar de baja en sus respectivos escalafones a los señores: Luis Jiménez de Asúa, Fernando de los Ríos Urruti, Felipe Sánchez Román y José Castillejo Duarte, catedráticos de Derecho; José Giral Pereira, catedrático de Farmacia; Gustavo Pittaluga Fattorini y Juan Negrín López, catedráticos de Medicina; Blas Cabrera Felipe, catedrático de Ciencias; Julián Besteiro Fernández, José Gaos González Pola y Domingo Barnés Salinas, catedráticos de Filosofía y Letras, todos ellos de la Universidad de Madrid. Pablo Azcárate Flórez, Demófilo de Buen Lozano, Mariano Gómez González y Wenceslao Roces Suárez, catedráticos excedentes de Derecho
Orden del 3 de febrero de 1939, Ministerio de Educación Nacional.

Ramón Carande lo recordaba poco antes de su marcha a Londres:

La última vez que le vi (y no puedo asegurar que él me viera) fue en una oficina de la planta baja de la Dirección General de Seguridad, calle de Víctor Hugo, a fines de julio de 1936; detenidos ambos, él por una denuncia y yo por otra. Sospecho que a los pocos días saldría de España para siempre y sabemos todos que no dejó de pensar en España durante su destierro. Murió en Londres el treinta de mayo de 1945.

Se exilió en Londres con su familia. En Inglaterra, además de continuar su labor docente, participó activamente en emisiones de radio durante la Segunda Guerra Mundial. Tras su fallecimiento su mujer y sus hijos continuaron sus vidas en el país.

## Obra
- La Educación en Inglaterra, Madrid: Ediciones de La Lectura, 1919. Reimpreso con el título La educación en Inglaterra: sus ideales, su historia y su organización nacional Madrid: La Lectura, 1930. Refactura de su tesis doctoral.
- Historia del derecho Romano: Política, doctrinas, legislación y administración, Madrid: Librería general de Victoriano Suárez, 1935. Reimpreso en Madrid: Dykinson, 2004.
- La forma contractual en el derecho de sucesiones. Memoria premiada por el claustro de profesores de la Facultad de derecho de la Universidad central en el concurso abierto para honrar la memoria de Don Augusto Comas, Impr. de los hijos de M. G. Hernández, 1902.
- Las universidades, la enseñanza superior y las profesiones en Inglaterra, Madrid: Museo Pedagógico Nacional, 1919
- Guerra de ideas en España: Filosofía, política y educación, Madrid: Ediciones de la Revista de Occidente, 1976. Publicada primero en inglés con el título Wars of Ideas in Spain. London: John Murray, 1937.
- La paz germánica nazi: Tres conferencias radiadas por José Castillejo, s.n., 1943.
- Mensaje a las juventudes: tres conferencias radiadas por el profesor José Castillejo
- El Estado, la educación y los obreros: Tres conferencias radiadas de José Castillejo, 1943.
- Democracias y dictaduras: Siete conferencias radiadas de José Castillejo, 1942.
- Democracias destronadas. Un estudio a la luz de la revolución española, 1923-1939 Madrid: Siglo XXI, 2008.
- Cincuenta pleitos de divorcio y jurisprudencia del Tribunal Supremo: 1933-1934, Madrid: Sucesores de Rivadeneyra, 1934
- La transformación económica de Inglaterra: tres conferencias radiadas de José Castillejo, 1942
- Ejercicios y casos de Derecho Romano, Madrid: Aldecoa, 1930.
- Epistolario editado por su hijo David Castillejo Claremont en tres volúmenes: Los intelectuales reformadores de España: I- Un puente hacia Europa (1896-1909); II- El espíritu de una época (1910-12) y III- Fatalidad y Porvenir (1913-1937). Epílogo, 1945-1998''; Madrid, Castalia, 1997-1999.
- Los ideales de la cultura superior, conferencia pronunciada el 1 de abril de 1911 en El Sitio de Bilbao.